# آرثر لو كلارك
آرثر لو كلارك (بالفرنسية: Arthur Leclerc)‏ (و. 1902 – 1979 م) هو سياسي، توفي في مدينة كيبك، عن عمر يناهز 77 عاماً.